# KVC Westerlo (féminines)
 (avril 2025).
Si vous disposez d'ouvrages ou d'articles de référence ou si vous connaissez des sites web de qualité traitant du thème abordé ici, merci de compléter l'article en donnant les références utiles à sa vérifiabilité et en les liant à la section « Notes et références ».
Maillots
Dernière mise à jour : 22 avril 2025.
Le Koninklijke Voetbal Club Westerlo, couramment appelé KVC Westerlo, est un club de football belge basé à Westerlo. C'est la section féminine du KVC Westerlo.

## Histoire
Avant la saison 2022-2023, l'équipe féminine du KVC Westerlo n'avait jamais évolué dans les deux premières divisions du football féminin belge.
Lors de cette saison 2022-2023, le KVC Westerlo joue en Division 2 et termine à la cinquième place. Le champion, le Kontich FC, n'ayant pas pu accéder à la Super League, Westerlo est invité à prendre sa place. Cependant, le club refuse.
L'ambition d'atteindre le plus haut niveau est présente et, à l'été 2023, Westerlo prend l'entraîneur et une grande partie des joueuses du champion Kontich. Le budget est également été multiplié par cinq.
À l'issue de la saison 2023-2024, le KVC Westerlo est champion et est promu en Super League pour la première fois de son histoire.